# Joan IV de Constantinoble
Joan IV de Constantinoble o Joan de Capadòcia (Joannes Cappadox) conegut pel renom de Nesteustes o Dejunador fou patriarca de Constantinoble. Va ser patriarca de Constantinoble entre 582-595. És venerat com a sant per diverses confessions cristianes.
Fou diaca de la gran església de Constantinoble, i va succeir Eutiqui de Constantinoble com a patriarca el 582 en el regnat de Tiberi II. El 589 va celebrar un concili a la ciutat per examinar acusacions contra Gregori d'Antioquia, i allí es titulà Patriarca Ecumènic o Universal. El concili fou anul·lat pel patriarca amb l'excusa de manca de formalitats. Per l'ús del títol universal el papa Pelagi II va escriure una carta als bisbes orientals presents però posar-se a aquesta designació, oposició que després va mantenir Gregori I Magne (590) i va escriure a l'emperador Maurici i als patriarques d'Antioquia i Alexandria i al mateix Joan, per protestar. Joan va mantenir el títol almenys fins a la seva mort vers el 596.

## Cànons
Una part important del dret canònic ortodox oriental s'atribueix a Joan IV, és a dir, els anomenats Cànons de Joan i el Kanonikon annexos a ells. Es poden trobar tant en versions grega com eslava del dret canònic, sobretot a la col·lecció de Teodor Balsamó i al Pedalió de Nicodem l'hagiorita. L'investigador romà alemany Georg Beck va analitzar els cànons i va concloure que probablement van ser escrits en part pels seguidors de Basili el Gran i en part per Joan Crisòstom, mentre que el Kanonikon data del segle x. Aquests escrits són interessants, ja que reflexionen detalladament sobre la moral sexual tal com es tenien generalment abans de Tomàs d'Aquino, perquè la sodomia (arsenokoitai) no es pensava principalment en termes del mateix sexe sinó en termes de coit anal. La sodomia entre marit i dona va ser penitenciada més severament que la sodomia entre homes solters: vuit anys d'exclusió de la comunió en lloc de només quatre. La masturbació mútua, independentment de si fos entre membres del mateix sexe o no, estava penitenciada amb 80 dies d'exclusió de la comunió. Mostra que a) no només el sexe extramatrimonial es considera pecaminós, sinó també certes pràctiques sexuals dins del matrimoni i b) que l'aspecte homosexual en la sodomia està mitigant més que agreujant relativament a una sodomia matrimonial. Això es deu al fet que la sodomia dins del matrimoni es considerava no només una depravació del sexe, sinó també del matrimoni; mentre que una sodomia fora del matrimoni només tenia el primer problema i no el segon.

## Obres
Va escriure:
- 1.  Ἀκολουθία καὶ τάξις ἐπὶ ἐξομολογουμένων συνταγεῖσα, Consequentia et Ordo erga eos qui peccata confitentur observanda; o també Libellus Poenitentialis, o Praxis Gracies prescrita in confecciona paramenta
- 2. Λόγος πρὸς τὸν μέλλοντα ἐξαγορεῦσαι τὸν ἑαυτοῦ πνευματικὸν πατέρα, Ad eos qui Peccatorum Confessionem Patri suo Spirituali edituri sunt Sermo
- 3. Περὶ μετανοίας καὶ ἐγκρατείας καὶ παρθενίας λόγος, Sermo de Poenitentia, Continentia, et Virginitate
- 4. Λόγος περὶ ψευδοπροφητῶν καὶ ψευδοδιδασκάλων καὶ ἀθέων αἱρετικῶν, καὶ περὶ σημείων τῆς συντελείας τοῦ αἰῶνος τούτου, Sermo de Pseudoprophetis et falsis Doctoribus et impiis Haereticis, et de Signis Consummationis hujus Saeculi
- 5. De Sacramento Baptismatis ad Leandrum Hispalensem
- 6. Epistolarum ad diversos Liber
- 7. Praecepta ad Monachum quendam
- 8. Παραγγελίαι διάφοροι τοῖς Πιστοῖς, Admonitiones Diversae ad Fideles
- 9. (atribuït) Κανονάριον, Canonarium, també anomenat Ιωάννου μοναχοῦ καὶ διακόνου, μαθητοῦ τοῦ μεγάλου Βασιλείου, οὗτινος ἡ ἐπωνυμία Τέκνον Ὑπακοῆς Κανονάριον, Joannis Monachi et diaconi, discipuli magni Basilii, cui cognomentum est Obedieientiae Filius, Canonarium